# Endonura tetrophthalma
Endonura tetrophthalma is een springstaartensoort uit de familie van de Neanuridae. De wetenschappelijke naam van de soort is voor het eerst geldig gepubliceerd in 1929 door Stach.